# Mistrzostwa Europy w Wioślarstwie 1912
20. Mistrzostwa Europy w Wioślarstwie odbyły się w dniu 18 sierpnia 1912 r. w szwajcarskiej Genewie (po raz 2. w historii). Zawodnicy rywalizowali w 5 konkurencjach wioślarskich na pobliskim Jeziorze Genewskim. 

## Medaliści
| Konkurencja                 | Złoto | Srebro | Brąz | Źródło |
| --------------------------- | --- | --- | --- | ------ |
| M1x (jedynka)               | Polydore Veirman | Giuseppe Sinigaglia | Philippe Pettmann | [ 1 ]  |
| M2x (dwójka podwójna)       | Włochy Erminio Dones · Pietro Annoni | Szwajcaria Paul Schmid · Hans Walter | Francja Dupré · Reydellet                                                                                                 | [ 2 ]  |
| M2+ (dwójka ze sternikiem)  | Szwajcaria Charles Holzmann · Alfred Felber · Albert Riotton (sternik)                                                                                 | Francja R. Testut · F. Morel · Paul Thivans (sternik) | Włochy Franco Gianolio · Giorgio Lajolo · M. Charvet (sternik)                                                            | [ 3 ]  |
| M4+ (czwórka ze sternikiem) | Szwajcaria Hans Walter · Max Rudolf · Paul Schmid · Walter Schoeller · Charles Muhr (sternik)                                                          | Belgia Guillaume Visser · Georges van den Bossche · Edmond van Waes · Georges Willems · Léonard Nuytens (sternik)                                                             | Włochy Emilio Lucca · Enrivo Marinoni · Nino Torlaschi · Felice Monza · Plinio Urio (sternik)                             | [ 4 ]  |
| M8+ (ósemka)                | Szwajcaria Hans Walter · Max Rudolf · Paul Schmid · Walter Schoeller · Georges Thoma · Paul Rudolf · Fritz Bon · James Schmid · Charles Muhr (sternik) | Włochy Emilio Lucca · Enrico Marinoni · Ettore Lucioni · Antonio Corticelli · Giuseppe Sinigaglia · Orlando Pontiggia · Nino Torlaschi · Felice Monza · Plinio Urio (sternik) | Francja Douard · Germain Chaussat · F. Malafosse · Marcel Monniot · Hermann Barrelet · J. de Molènes · Metais · Baudechon | [ 5 ]  |

## Klasyfikacja medalowa
| Miejsce | Reprezentacja | Złoto | Srebro | Brąz | Razem |
| ------- | ------------- | ----- | ------ | ---- | ----- |
| 1.      | Szwajcaria    | 3     | 1      | 1    | 5     |
| 2.      | Włochy        | 1     | 2      | 2    | 5     |
| 3.      | Belgia        | 1     | 1      | 0    | 2     |
| 4.      | Francja       | 0     | 1      | 2    | 3     |
| Razem   | Razem         | 5     | 5      | 5    | 15    |